# أب جشمة (هندميني)
أب جشمة (بالفارسية: آب چشمه) هي قرية تقع في إيران في قسم هندميني الريفي. يقدر عدد سكانها بـ 658 نسمة بحسب إحصاء 2016.